# Eric Soviguidi
Eric Soviguidi (ur. 31 marca 1971 w Abomey) – beniński duchowny katolicki,  arcybiskup, nuncjusz apostolski w Burkina Faso.

## Życiorys
Święcenia kapłańskie otrzymał 10 października 1998 i został inkardynowany do archidiecezji Kotonu.
W 2002 rozpoczął przygotowanie do służby dyplomatycznej na Papieskiej Akademii Kościelnej. W 2005 rozpoczął służbę w dyplomacji watykańskiej pracując kolejno jako sekretarz nuncjatur: na Haiti (2005-2009) i (2010-2011), w Ghanie (2009-2010) i w Tanzanii (2011-2014). W latach 2014–2016 był radcą nuncjatury w Gwatemali. Następnie w latach 2016-2021 był pracownikiem sekcji II watykańskiego Sekretariatu Stanu.
30 listopada 2021 został mianowany przez papieża Franciszka stałym obserwatorem Watykanu przy UNESCO w siedzibą w Paryżu
.

### Episkopat
15 sierpnia 2025 papież Leon XIV mianował go nuncjuszem apostolskim w Burkina Faso oraz arcybiskupem tytularnym Pumentum. 